# Quốc kỳ Somalia

Quốc kỳ Somalia

Quốc kỳ Somalia (tiếng Somalia: Calanka Soomaaliya) là một lá cờ gồm có một ngôi sao màu trắng trên nền màu xanh da trời. Lá cờ này được chính thức thông qua làm quốc kỳ của Somalia vào ngày 12 tháng 10 năm 1954.
Quốc kỳ Somalia được thiết kế với màu xanh lam và màu trắng tương tự như lá cờ Liên Hợp Quốc để thể hiện sự biết ơn của người Somalia đối với Liên Hợp Quốc vì Liên Hợp Quốc đã thúc đẩy Ý trao trả độc lập cho nước này vào năm 1966. Về mặt họa tiết, lá cờ này gần giống quốc kỳ Việt Nam nhưng khác nhau về màu sắc.

## Lịch sử

Quốc kỳ Vương quốc Adal (1415–1577)
Quốc kỳ Đế quốc Ajural (13th century–17th century)
Quốc kỳ Đế quốc Ottoman (1559–1867)
Quốc kỳ Somalia thuộc Anh (1903–1950)
Quốc kỳ Somalia thuộc Anh (1950–1952)
Quốc kỳ Somalia thuộc Anh (1952–1960)
Quốc kỳ Somalia thuộc Ý (1861–1946)
Quốc kỳ Somalia thuộc Ý (1946–1966)
Quốc kỳ Somalia (1966–2004)
Quốc kỳ Somalia (2004–2012)
Quốc kỳ Somalia (2012–nay)